# Marcia Jones Brango
Marcia Jones Brango (2 de octubre de 1988 en Montería, Córdoba) es una actriz, modelo, ex-reina de belleza y abogada colombiana.

## Carrera
Jones nació en Montería, Córdoba, hija de Edgar Jones Vidal y Blanca Brango Rodríguez. En su ciudad natal inició estudios de derecho en la Universidad Cooperativa de Colombia. En el año 2010 representó a su departamento en el Concurso Nacional de Belleza en la ciudad de Cartagena, quedando afuera de las diez finalistas. Después de su participación en el certamen, protagonizó el vídeoclip de la canción "Me Gustas" del cantante antioqueño J Balvin. Más tarde inició su carrera en televisión actuando en la producción del canal Caracol ¿Dónde carajos está Umaña?, interpretando a Dinaluz. En 2013 se muda a los Estados Unidos para seguir desarrollando en ese país su carrera como actriz y modelo. Ese mismo año hizo parte del elenco de la telenovela Dama y obrero producida por Telemundo, interpretando a Bárbara Camacho. Además de desempeñarse como actriz y modelo, Marcia administra un canal de YouTube en el que protagoniza vídeos sobre consejos de belleza.

## Vida personal
En su cuenta oficial de Twitter, el 30 de marzo de 2017 Marcia anunció el nacimiento de su primera hija, llamada Hellen.